# Karl Georg Oschmann
Karl Georg Oschmann (* 30. September 1929 in Hammelburg; † 11. Oktober 2013) war ein deutscher Kommunalpolitiker. Oschmann war von 1970 bis 1972 Landrat des Landkreises Hammelburg.

## Leben
Karl Georg („Jörg“) Oschmann wurde am 30. September 1929 als zweiter Sohn des Arztes Bruno Oschmann und seiner Frau Amalie, geb. Memmel, geboren. Er wuchs in Hammelburg, Unterfranken, auf und ging in Bad Kissingen ins Gymnasium. Nach der Erlangung der Hochschulreife im Jahr 1947, studierte er ab 1948 in Regensburg und München zunächst Medizin. Oschmann wechselte zur Tiermedizin und erhielt 1953 seine Approbation als Tierarzt. Im selben Jahr promovierte zum Dr. med. vet an der Ludwig-Maximilians-Universität München. 1954 heiratete er Gertraud geb. Kessler. Zunächst war er als praktizierender Tierarzt in Karlstadt, Unterfranken, tätig und übersiedelte dann 1962 in seine Heimatstadt Hammelburg, wo er eine Tierarztpraxis übernahm. Seit 1962 war er innerhalb des Christlichen Bürgerblocks (CBB) als Kommunalpolitiker tätig. Zuerst als Stadtrat, dann auch als Kreisrat im Kreistag des Landkreises Hammelburg. 1970 wurde er in der damaligen CSU-Hochburg Hammelburg im ersten Wahlgang zum Landrat gewählt. Bereits 1972 ging im Rahmen der Gebietsreform in Bayern der Landkreis Hammelburg im Landkreis Bad Kissingen auf. Oschmann betätigte sich darauf wieder hauptberuflich als Tierarzt, behielt aber seine Mandate als Stadt- und Kreisrat. Im Jahr 1993 ging Oschmann in Pension und legte in den darauffolgenden Jahren seine Kommunalmandate nieder. Oschmann war seit seiner Jugend passionierter Jäger und war auch langjähriger Vorsitzender der Kreisgruppe Hammelburg des Bayerischen Jagdverband e. V.